# Стаффел, Тим
Ти́моти (Тим) Ста́ффел (англ. Timothy Staffell; 24 февраля 1948, Айлворт, Мидлсэкс, Англия) — британский рок-музыкант, басист, гитарист, певец.

## Биография
Тимоти Стаффел родился в Айзелворте. Образование получил в грамматической школе Хэмптона.
Музыкальной деятельностью Тим занялся в 1964 году после знакомства с Брайаном Мэем. Они основали  блюз-роковую группу 1984. В её составе они выступали на разогреве у Джими Хендрикса и Pink Floyd. В 1968 году Тим и Брайан по очереди покинули 1984  и позже основали группу Smile (наряду с Мэем и Роджером Тейлором). В 1970 году Тим покинул группу, Мэй и Тейлор приглашают на роль вокалиста Фредди Меркьюри, который был другом Тима по Илингскому колледжу искусств. Новая группа получила название Queen. Песня Doing Alright, написанная в соавторстве Мэем и Стаффелом, вошла в дебютный альбом группы. После ухода из Smile, Тим недолго играл в группе Humpy Bong, а затем в прогрессив-рок группе Morgan.
После ухода из Morgan Тим занялся карьерой дизайнера одежды для кино.
В 2001 году Стаффел вернулся в музыкальную индустрию с новой рок-группой aMIGO, с которой выпустил одноимённый студийный альбом, ставший для них единственным и впоследствии переделанный как первый сольный альбом Тима. Две песни с альбома являлись ремейками песен Smile, причём в их записи вновь участвовал Брайан Мэй.
В апреле 2018 года Smile снова ненадолго объединились для повторной записи трека Doing All Right в качестве саундтрека к фильму Богемская рапсодия. Весь альбом саундтреков занял пятое место в чартах США.
Следом за этим в ноябре 2018 года вышел второй сольный альбом Тима Two Late.

## Дискография
В составе Smile:
- Gettin' Smile (1982)
- Ghost of a Smile (1997)

Сольно:
- aMIGO (2001)
- Two Late (2018)
- How High (2020, ожидается)